# べつやくれい
べつやく れい（旧姓：別役、本名：林 怜（はやし れい）、1971年12月13日 - ）は、日本のイラストレーター、絵本作家。父は劇作家の別役実。母は女優の楠侑子。夫は「デイリーポータルZ」ウェブマスターの林雄司。

## 人物
1971年、東京都に生まれる。女子美術大学付属中学校、女子美術大学付属高等学校、女子美術大学芸術学部デザイン科造形計画専攻卒業。
OL生活などを経て2001年からフリーランスになる。@nifty「デイリーポータルZ」のコネタのライターとして2004年9月から参加。2005年1月からは木曜の特集を隔週で担当。特集は自筆のイラストと手書き風フォントで構成されている。2006年4月からは土曜に移動。2008年10月に木曜担当に戻る。
『月刊アスキー』にて「サラリーマンみいらくん」を連載中。

## 著作
- しろねこくん 創作絵本（小学館、2003年2月、ISBN 4097275119）
- 日常茶飯語プチおさらい（小学館、2005年7月、ISBN 4093875626）
- ココロミくん（アスペクト、2006年5月1日、ISBN 4757212690）
- ココロミくん2（アスペクト、2007年4月25日、ISBN 4757213727）
- しろねこくんDX（小学館、2007年8月8日、ISBN 4097275127）
- ひとみしり道（メディアファクトリー、2008年6月4日、ISBN 4840123268）
- ココロミくん3（アスペクト、2008年11月7日、ISBN 4757215746）
- 東京おさぼりスポット探検隊 (メディアファクトリー、2010年6月30日、ISBN 4840134456)
- 『ばかスイーツ』アスペクト、2011年
- 『ばかごはん』アスペクト、2012年
- 三崎亜記 著,べつやくれい 絵 『ミサキア記のタダシガ記』角川書店、2013年
- 『ばか手芸』スペースシャワーネットワーク、2014年
- アンソロジー『別役実の風景』論創社、2022年
- 『カツ丼を名画にして、冥土で売ってそうな土産を作る生活』本の雑誌社、2022年

### 雑誌
- 別役実,べつやくれい「親子のカタチ(83)別役実×べつやく れい」『週刊朝日』113(5) (通号 4862)、朝日新聞出版、2008-02-08 p.63 - 67
- 楠侑子,べつやくれい「母娘で父を語る (特集 別役実)」『悲劇喜劇』68(7) (通号 777)、早川書房、2015-11 p.40-49

### その他の作品
- さがしまSHOW（佐賀県の7つの島のコミュニティサイト）のキャラクターデザイン
- 別役実『カナダのさけの笑い』（彌生書房、1994年9月10日、ISBN 4841506918）の装幀（「別役怜」名義）
- 任天堂 メイド イン 俺 サンプル4コママンガ

## 連載
- 朝日新聞東京版「？（ふしぎ）探検隊」イラスト（2010年8月28日から毎週土曜日、2011年4月15日から金曜日に変更）